# Mabinay

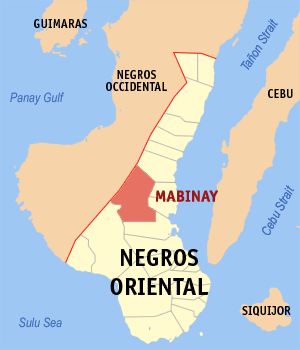
Bản đồ Negros Oriental với vị trí của Mabinay

Mabinay là một đô thị hạng 3 ở tỉnh Negros Oriental, Philippines. Theo điều tra dân số năm 2000, đô thị này có dân số 64.451 người trong 13,000 hộ.

## Barangay
Mabinay được chia thành 32 barangay.
| - Abis - Arebasore - Bagtic - Banban - Barras - Bato - Bugnay - Bulibulihan - Bulwang - Campanun-an - Canggohob | - Cansal-ing - Dagbasan - Dahile - Himocdongon - Hagtu - Inapoy - Lamdas - Lumbangan - Luyang - Manlingay - Mayaposi | - Napasu-an - New Namangka - Old Namangka - Pandanon - Paniabonan - Pantao - Poblacion - Samac - Tadlong - Tarâ |